# Cassiano dal Pozzo (1498-1578)
Cassiano dal Pozzo (Biella, 1498 – Torino, 23 settembre 1578) è stato un politico e magistrato italiano.

## Biografia
Figlio di Antonio Dal Pozzo della Cisterna e di sua moglie, Margherita della Torre, era fratello di Francesco, I conte di Pondernano. Il padre li avviò entrambi giovanissimi al servizio del duca Carlo II di Savoia. A differenza del fratello che intraprese la carriera delle armi, però, Cassiano si dedicò allo studio del diritto civile e canonico e si addottorò all'Università di Torino in utroque iure. Nel 1529 è infatti già indicato come dottore in legge e consigliere ducale, venendo nominato nel 1532 avvocato fiscale oltre che commissario per gli atti amministrativi della città di Asti. Nel 1534 venne nominato governatore della città di Chieri e venne inviato in missione anche ad Ivrea e poi a Ceva nel 1536 per conto della duchessa Beatrice del Portogallo. Nel 1538 venne prescelto dal duca come deputato per occuparsi delle divergenze che i Savoia avevano col marchese di Masserano circa il possesso del feudo di Crevacuore.
Nel 1550, Cassiano venne nominato residente a Vercelli ed in quello stesso anno venne inviato come ambasciatore ducale presso l'imperatore Carlo V del Sacro Romano Impero alla Dieta di Ratisbona, città dove rimase per circa un anno: la sua missione consisteva nel recuperare quanti più aiuti finanziari e militari possibili. Nel 1553, alla morte di Niccolò Balbo, gli successe nella carica di presidente del senato del Piemonte, alla quale venne confermato anche dopo la morte del duca Carlo II in quello stesso anno.
Durante il lungo periodo di assenza del nuovo duca, Emanuele Filiberto, rimase fedele ai Savoia nella guerra contro la Francia e la Spagna. Non mancò ad ogni modo di distinguersi anche in ambito militare, combattendo personalmente nella difesa della città di Vercelli, guidando poi la ritirata delle truppe sabaude verso Casale Monferrato. Assieme al conte Valperga di Masino, riuscì a reprimere una congiura dei francesi che intendevano riprendere nuovamente possesso di Vercelli. Malgrado questi suoi successi, la sua persona fu al centro di alcune polemiche per la gestione della sua carica di stato, giudicata da nobili come gli Challant e i Provana di Leinì non propriamente limpida, come traspare da alcune lettere dell'epoca fatte pervenire al duca. Quando Emanuele Filiberto tornò stabilmente in patria nel 1560, infatti, si limitò a confermare gli incarichi ottenuti da Cassiano, lasciando che egli si scontrasse con la nuova burocrazia prescelta dal duca e composta da personaggi come il genovese Negron di Negro.
Il 26 gennaio 1561 Emanuele Filiberto lo nominò, insieme a Pierino Belli e a Ottaviano d'Ozasco, negoziatore presso il re di Francia Francesco II per la restituzione delle piazze ancora occupate dai Francesi in Piemonte. Negli anni seguenti invece l'attività del D. fu legata soprattutto all'esercizio della sua carica di presidente del Senato di Piemonte.
Fu autore di un Memoriale che quasi certamente servì da base legislativa per le riforme volute da Emanuele Filiberto, anche se a lungo si è discusso sulla paternità di questo documento che venne presentato in copia anonima. In esso, da una parte si distingue una descrizione minuziosa e precisa della vita economica, sociale e politica del Piemonte durante gli anni della sua reggenza, dall'altra si ritrova una sezione dedicata ai suggerimenti ed alle migliorie che si sarebbero potuti apportare all'amministrazione dello stato, delle finanze, della giustizia e nei rapporti tra stato e chiesa. Cassiano è indicato dai più oggi come autore dello scritto, non solo per l'evidente esperienza in materia di amministrazione dello stato da parte dell'autore dello scritto, ma anche perché numerosi sono i riferimenti ad una lunga esperienza in questo campo e vale la pena ricordare che nel 1560 il Dal Pozzo vantava già una trentennale carriera al servizio dei duchi di Savoia. Tra le riforme anticipate con straordinario anticipo da Cassiano ritroviamo la lotta sistematica alle immunità fiscali, in particolare a quelle dei vescovi e del clero in generale, oltre all'intuizione per la creazione di un'imposta indiretta sulla proprietà. Di notevole importanza per l'economia fu senz'altro il suggerimento di introdurre la coltivazione del gelso in Piemonte per la produzione della seta, sull'esempio di quanto fatto dal vicino Ducato di Milano, oltre a favorire le esportazioni di prodotti agricoli verso Genova e la Confederazione Elvetica.
All'età di 80 anni venne pensionato per ordine del duca Emanuele Filiberto, il quale acconsentì che alla carica di presidente del senato piemontese gli subentrasse il nipote Ludovico. Cassiano morì a Torino il 23 settembre 1578 e venne sepolto nella chiesa cittadina di Sant'Agostino, in un monumento sepolcrale fatto erigere dai suoi nipoti, tra cui l'omonimo umanista.